# Měsíce Haumey

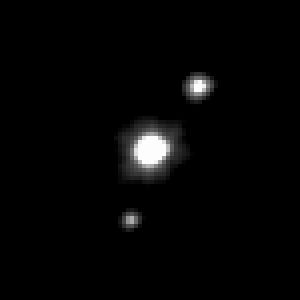
Trpasličí planeta Haumea a její měsíce

Oběžné dráhy měsíců Haumey

Trpasličí planeta Haumea má dva měsíce Hiʻiaka a Namaka. Větší z nich, Hiʻiaka, který tým původně neoficiálně přezdíval Rudolph, byl objeven 26. ledna 2005. Má průměr asi 310 km. Menší z nich, Namaka, byl objeven 30. června 2005. Jeho hmotnost činí jednu desetinu hmotnosti satelitu Hiʻiaka a Haumeu oběhne po velmi eliptické dráze jednou za 18 dní ve vzdálenosti 39 tisíc km.